# Kanalsteurer

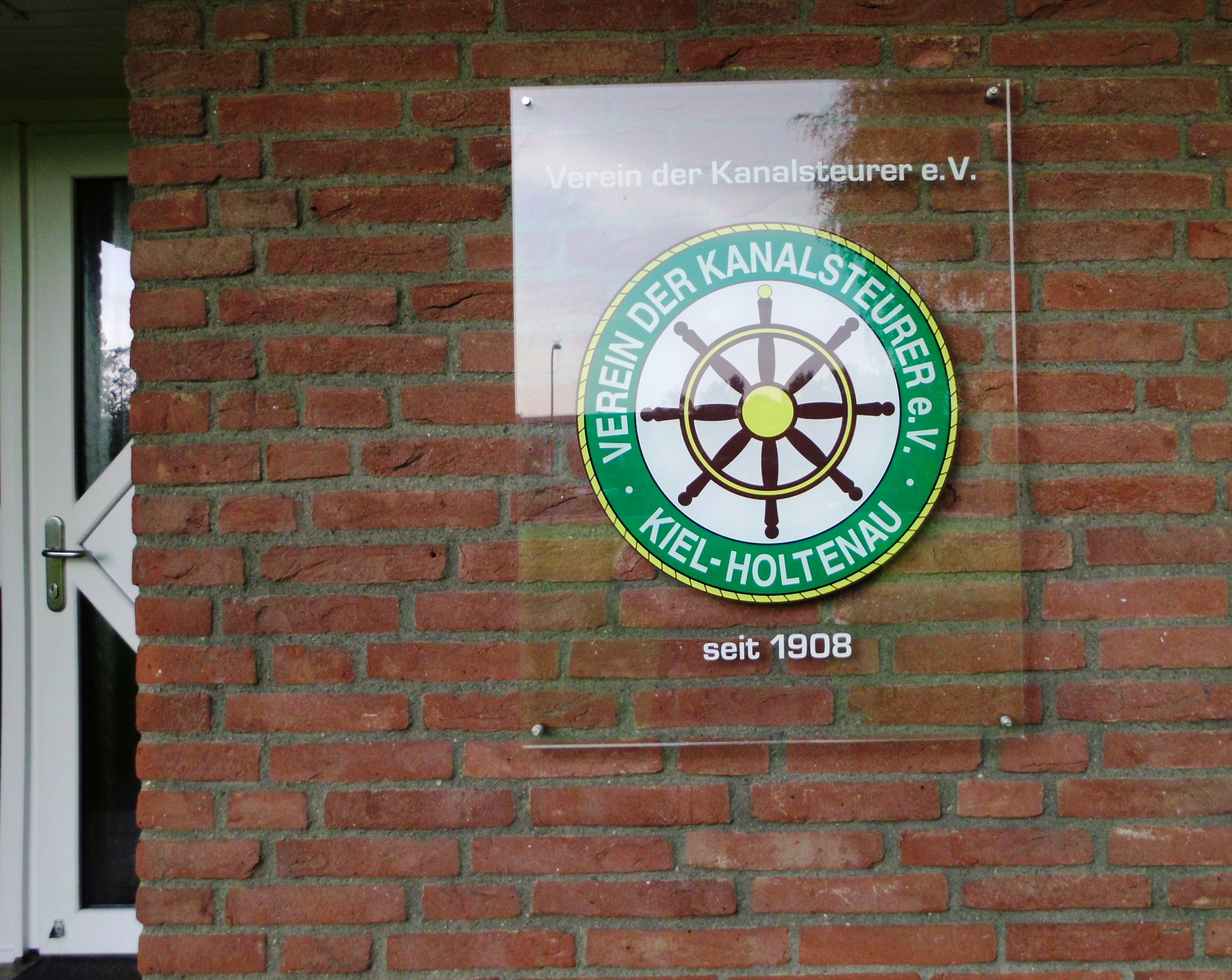
Verein der Kanalsteurer in Kiel-Holtenau

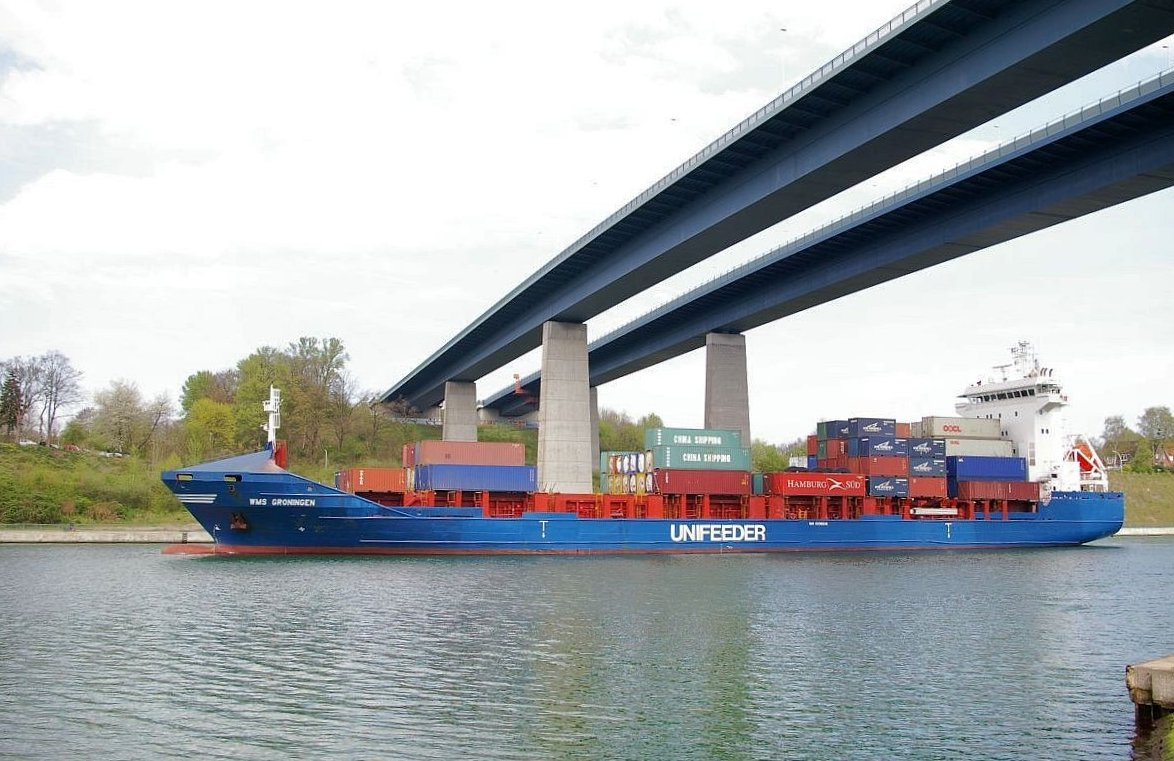
Containerschiff auf dem NOK

Mit Kanalsteurer oder kurz Steurer bezeichnet man speziell ausgebildete ehemalige Kapitäne und Nautische Offiziere, die auf Schiffen während der Passage des Nord-Ostsee-Kanals (NOK) das Ruder bedienen. Diese qualifizierten Rudergänger sollen die sichere Kanaldurchfahrt gewährleisten. Auf einen Lotsen dürfen Schiffe mit Kanalsteurer auf dem Nord-Ostsee-Kanal dennoch nicht verzichten, er übernimmt eine beratende Tätigkeit für den Schiffskapitän. Schiffsführer bleibt der Kapitän. Kanallotse und Steurer ergänzen sich durch ihre besonderen Revierkenntnisse und Aufgaben und gewährleisten so gemeinsam eine sichere Kanalpassage.

## Aufgabenstellung
Der Kanalsteurer löst den Rudergänger der Stammbesatzung ab.
Er trägt dazu bei, die Kapazität des NOK zu vergrößern, weil er die Begegnung von gleichzeitig fahrenden Schiffen beherrscht, die sonst in Weichen warten müssten. Er arbeitet immer nach den Anweisungen des Kapitäns und mit einer Beratung durch den Lotsen.
Aufgrund der relativ großen Schiffsbreite und der relativ geringen Breite des Kanalbetts treten während der Kanaldurchfahrt besondere Effekte auf, die von der Breite beider beteiligter Schiffe, der Form von deren Unterwasserschiff und deren Geschwindigkeit abhängen. Der Kanalsteurer muss, anders als ein Rudergänger der Stammbesatzung, die dynamischen Eigenschaften des Schiffs im Kanal mit allen Randeffekten bei Begegnungen und bei Fahrt in Ufernähe auch bei wechselnder Ruderlage einschätzen können.
Das Schiff verursacht zunächst einen Schwall, der auch Entgegenkommer im Kurs beeinträchtigt und dann einen Sog, der  bei Vorbeifahrt sowohl am Ufer wie an Entgegenkommern wirkt. Bei Revierfahrt, beispielsweise in Hafenbecken oder Flüssen, spielen solche Randeffekte wegen geringer Geschwindigkeit oder großen Abstandes eher keine Rolle. Der Kanalsteurer muss im NOK den Übergang vom Schwall bei Beginn der Begegnung in den Sog während der Begegnung so einschätzen, dass es nicht zu einer Kollision kommt. Das erfordert große Erfahrung.

### Annahme der Kanalsteurer
Nicht jedes Schiff muss für die Durchfahrt einen Kanalsteurer anfordern. Kleinere Schiffe wie Segelyachten dürfen als Selbstfahrer den NOK benutzen. Erst ab einer bestimmten Schiffsgröße sind Kanalsteurer anzufordern. Die Tabellen zeigen Schiffsabmessungen, bei denen es zur Pflicht wird, einen Kanalsteurer an Bord zu haben. Ausgenommen von dieser Annahmepflicht bleiben die Binnenhäfen von Kiel und Brunsbüttel.
Zwischen Kiel-Holtenau und Rüsterbergen:
| Länge    | 100,0 m / 115,0 m |
| Breite   | 15,5 m / 14,0 m   |
| Tiefgang | 6,1 m / 6,1 m     |

Bei einer Länge von 100 m kann ein Schiff eine Breite von 15,5 m haben, ohne einen Steurer zu benötigen. Ein 115 m langes Schiff müsste entsprechend schmaler sein – max. 14 m –, ohne einen Steurer rufen zu müssen.
Zwischen Rüsterbergen und Brunsbüttel:
| Länge    | 100,0 m / 120,0 m |
| Breite   | 16,5 m / 14,5 m   |
| Tiefgang | 6,1 m / 6,1 m     |

Überschreitet ein Schiff folgende Werte, muss es zwei Kanalsteurer,
eine sogenannte Rotte, annehmen:
| Länge    | 100,0 m / 120,0 m |
| Breite   | 19,0 m / 17,0 m   |
| Tiefgang | 7,0 m / 7,0 m     |

### Gebühren
Die Gebühren für die Kanalsteurer sind festgelegt in der „Verordnung über die Entgelte der Kanalsteurer auf dem Nord-Ostsee-Kanal (Kanalsteurertarifverordnung)“.

## Geschichte
Nachdem am 22. Juni 1895 der Nord-Ostsee-Kanal (NOK), damals noch als Kaiser-Wilhelm-Kanal, eröffnet wurde, zeigte sich, dass der Kanal schwierig zu befahren war. Fast jedes zwanzigste Schiff hatte eine Havarie. Oftmals liefen die Schiffe in die Uferböschung und blieben so stecken.
Das Problem sollte nach niederländischem und belgischem Vorbild durch speziell ausgebildete Kanalsteurer gelöst werden, die für die Dauer der Durchfahrt das Ruder (Steuerrad) des Schiffes übernehmen. Im Oktober 1899 wurde mit Erlaubnis des Staatssekretärs des Inneren mit der Einrichtung des Kanalsteurerdienstes begonnen. Die ersten acht fertig ausgebildeten Kanalsteurer standen im Jahr 1900 bereit.
Durch die Spezialisierung der Kanalsteurer und ihre gesammelten Erfahrungen wurde die Durchfahrt durch den Nord-Ostsee-Kanal wesentlich sicherer und die Anzahl der Havarien ging zurück.
In Deutschland ist dieser Beruf einmalig, kein anderes Binnengewässer hat Steurer. Obwohl Kanalsteurer oft mit Lotsen verwechselt werden, stellen sie eine eigene Berufsgruppe dar. Die Kanalsteurer müssen über ein Seefahrtspatent als Nautiker verfügen sowie seediensttauglich sein.

## Verein der Kanalsteurer e.V.
Der Verein kümmert sich seit seiner Gründung am 24. September 1908 um alle Belange und Interessen der Kanalsteurer. Er ist ein Zusammenschluss von Arbeitnehmern und übernimmt die Wahrung der Berufsinteressen der Kanalsteurer, verwaltet die eingezogenen Kanalsteurergebühren, stellt neue Steureranwärter ein und nimmt weitere Aufgaben wahr. Die Verwaltung des Vereins übernimmt ein Vorstand. Die Kanalsteurer wählen alle zwei Jahre ihren Vorstand neu. Der Vorsitzende des Vorstands repräsentiert den Verein nach außen hin. Geschäftsführend tätig ist der Verwalter des Vorstands. Der Hauptsitz des Vereins der Kanalsteurer e. V. befindet sich auf der Schleuseninsel in Kiel-Holtenau.